# Рудні формації
Рудні формації (рос. рудные формации, англ. ore formations, нім. Erzformationen f pl) — групи рудних родовищ близької за складом мінеральної сировини, утворені в схожих геологічних і фізико-хімічних умовах на поверхні або в глибинних частинах Землі. Серед мінеральних асоціацій виділяються три групи: 
- перша — типоморфна група стійких мінералів;
- друга — мінлива група мінералів, характерна тільки для визначення рудних районів;
- третя — чужа група, накладена на типоморфну при додаткових процесах рудоутворення.

## Приклади
Прикладами Р.ф. можуть служити формації магматичної групи, до складу яких входять хромітова, титаномагнетитова, апатит-магнетитова, апатитова, лопаритова, піротин-халькопірит-пентландитова і алмазна Р.ф.